# Wyczółki (powiat sochaczewski)
Wyczółki – wieś w Polsce położona w województwie mazowieckim, w powiecie sochaczewskim, w gminie Sochaczew. Ma status sołectwa.
Wieś szlachecka położona była w drugiej połowie XVI wieku w powiecie sochaczewskim ziemi sochaczewskiej województwa rawskiego.
Po upadku insurekcji kościuszkowskiej w 1794 roku wieś przez kilka lat dzierżawił Ignacy Tański.
Od 1 stycznia 1973 do 4 października 1973 w gminie Nowa Sucha. 5 października 1973 sołectwo Wyczółki włączono do gminy Sochaczew.
W latach 1975–1998 miejscowość należała administracyjnie do województwa skierniewickiego.